# Serguéi Uleguin
Serguéi Valérievich Uleguin –en ruso, Сергей Вале́рьевич Улегин– (Enguels, URSS, 28 de octubre de 1977) es un deportista ruso que compitió en piragüismo en la modalidad de aguas tranquilas.
Participó en los Juegos Olímpicos de Pekín 2008, obteniendo una medalla de plata en la prueba de C2 500 m. Ganó cuatro medallas en el Campeonato Mundial de Piragüismo entre los años 2002 y 2009, y siete medallas en el Campeonato Europeo de Piragüismo entre los años 2002 y 2009.

## Palmarés internacional
| Juegos Olímpicos   | Juegos Olímpicos             | Juegos Olímpicos  | Juegos Olímpicos |
| Año                | Lugar                        | Medalla           | Competición      |
| ------------------ | ---------------------------- | ----------------- | ---------------- |
| 2008               | Pekín (China)                | Medalla de plata  | C2 500 m         |
| Campeonato Mundial |                              |                   |                  |
| Año                | Lugar                        | Medalla           | Competición      |
| 2002               | Sevilla (España)             | Medalla de oro    | C4 200 m         |
| 2002               | Sevilla (España)             | Medalla de bronce | C2 500 m         |
| 2003               | Gainesville (Estados Unidos) | DSC               | C2 500 m         |
| 2003               | Gainesville (Estados Unidos) | DSC               | C4 200 m         |
| 2003               | Gainesville (Estados Unidos) | DSC               | C4 500 m         |
| 2006               | Szeged (Hungría)             | Medalla de oro    | C2 500 m         |
| 2009               | Dartmouth (Canadá)           | Medalla de plata  | C4 200 m         |
| Campeonato Europeo |                              |                   |                  |
| Año                | Lugar                        | Medalla           | Competición      |
| 2002               | Szeged (Hungría)             | Medalla de oro    | C2 500 m         |
| 2002               | Szeged (Hungría)             | Medalla de oro    | C4 200 m         |
| 2002               | Szeged (Hungría)             | Medalla de bronce | C2 1000 m        |
| 2006               | Račice (República Checa)     | Medalla de oro    | C2 500 m         |
| 2007               | Pontevedra (España)          | Medalla de plata  | C2 500 m         |
| 2008               | Milán (Italia)               | Medalla de oro    | C2 500 m         |
| 2009               | Brandeburgo (Alemania)       | Medalla de oro    | C4 200 m         |

1. 1 2 3  El piragüista Serguei Uleguin ganó dos medallas de oro (C4 200 m y C4 500 m) y una de plata (C2 500 m) en el Mundial de 2003, que le fueron retiradas después de que diera positivo en un control antidopaje. A sus compañeros en el C2 500 m (Alexandr Kostoglod), C4 200 m (Kostoglod, Roman Krugliakov y Maxim Opalev) y C4 500 m (Kostoglod, Krugliakov y Opalev) también les fueron retiradas sus respectivas medallas.